# Syngnathinema californiense
Syngnathinema californiense is een rondwormensoort uit de familie van de Daniconematidae. De wetenschappelijke naam van de soort is voor het eerst geldig gepubliceerd in 2001 door Moravec, Spangenberg & Frasca.